# Molophilus sparsispinus
Molophilus sparsispinus är en tvåvingeart som beskrevs av Alexander 1952. Molophilus sparsispinus ingår i släktet Molophilus och familjen småharkrankar. Inga underarter finns listade i Catalogue of Life.